# Javiera Londoño
Javiera Londoño, (Rionegro, Antioquia, Nuevo reino de Granada, 24 de abril de 1696 -, El Retiro Antioquia Nuevo reino de Granada, 1765) fue una hacendada y conocida como fundadora de El Retiro, Antioquia por haber llegado con sus esclavos a la zona,  junto a su esposo Ignacio Castañeda en el año de 1734 para explorar las minas de El Guarzo; se considera por algunos sectores históricos en Colombia como una de las precursoras en otorgar la libertad a esclavos.